# Dolok Saribu (Pagaran)
Dolok Saribu is een bestuurslaag in het regentschap Tapanuli Utara van de provincie Noord-Sumatra, Indonesië. Dolok Saribu telt 2461 inwoners (volkstelling 2010).